# Менорка
Менорка (шп. Menorca, кат. Menorca; од латинског Balearis Minor, касније Minorica „мање острво") је једно од Балеарских острва које се налази у Средоземном мору и припада Шпанији. Име је добило јер је мање од суседног острва Мајорка.
Менорка има око 88.000 становника. Налази се на око 39°47' до 40°00'N, 3°52' до 4°24'E. Највиша тачка, звана El Toro или Monte Toro, је на надморској висини од 358 m.

## Историја
Острво је познато по великом броју мегалитских камених споменика: navetes, taules и talaiot, који потврђују да је острво било насељено у раној праисторији.
Крај Пунских ратова обележен је пиратством на западном Медитерану. Римско освајање Хиспаније означило је раст поморске трговине између Иберијског и Апенинског полуострва. Пирати су искористили предност Балеарских острва као стратешке тачке за нападе на римску трговину, користећи и Менорку и Мајорку као своје базе. Као одговор, Римљани су послали војску на острва да би их онемогућили. До 121. п. н. е. оба острва су освојена, да би касније била припојена провинцији Хиспанија Цитериор.
Октавијан Август је 13. п. н. е. реорганизовао провинцијски систем па су Балеарска острва постала део краљевске провинције Tarraconensis.
Писмо о преобраћању Јевреја бискупа Северуса из 5. века говори о пробраћању јеврејске заједнице на острву у време вандалског освајања 418. После маварског освајања Иберијског полуострва, Менорка је придодата Кордопском халифату 903. и добила арабизован назив Манурка (арап. Manûrqa). После поновног хришћанског освајања Мајорке, 1231, Менорка је остала независна исламска држава, али је морала да плаћа данак краљу Ђаумеу I од Арагона. Острвом је прво владао Abû 'Uthmân Sa'îd Hakam al Qurashi (1234–1282), а после његове смрти његов син Abû 'Umar ibn Sa'îd (1282—1287). Арагонска инвазија под краљем Алфонсом III 17. јануара 1287, прославља се као национални дан Менорке. Већина муслиманског становништва је претворена у робље и продата на пијацама робова на Ибизи, Валенсији и Барселони. До 1344. острво је било део Краљевине Мајорка, арагонске вазалне државе, када је припојена Арагону, а потом и уједињеној краљевини Шпанији. У 16. веку, турски поморски напади уништили су град Маон, а потом и главни град, Сјудаделу.
Британска Краљевска морнарица је 1708, у време Рата за шпанско наслеђе, освојила Менорку, и оно је било у британској власти. Под гувернером генерала Ричарда Кејна, главни град се преселио у Маон, и у градској луци је установљена поморска база. За време Седмогодишњег рата Британци нису успели да се одупру француској опсади Менорке, 20. маја 1756. који су увели ванредно стање и погубили адмирала Џона Бинга. Ово војно ангажовање, Битка за Мајорку, означила је преокрет у Седмогодишњем рату на територији Европе. Упркос пораза, Британци су и даље пружали отпор у Маону, али су коначно били принуђени да капитулирају под часним условима, укључујући слободан повратак у Британију, јуна исте године. Споразумом из Париза (1763), међутим, британска владавина је обновљена, јер су Британци и њихови савезници превладали у рату. За време Америчког рата за независност, Британци су поново поражени од уједињених француских и шпанских снага, који су освојили острво после дуготрајне опсаде тврђаве Ст. Филип 5. фебруара, 1782. Британци су још једном освојили Менорку 1798. за време Француских револуционарних ратова, али је Споразумом из Амјена из 1802. она коначно прешла у шпанске руке. Британску утицај још је видљив у локалној архитектури на енглеским прозорима на зградама.
За време Шпанског грађанског рата, Менрока је остала лојална шпанској републиканској влади, док је остатак Балеарских острва подржавао националисте. На острву није било борби, изузев италијанског ваздушног бомбардовања. Многи становници Менорке су погинули у неуспешној инвазији на Мајорку. После победе националиста 1939. британска морнарица је помагала у мирном преносу власти на Менорци и у евакуацији неких политичких избеглица.
У октобру 1993. Мајорка је стављена на листу Унескоа као резерват биосфере.
У јулу 2005, острво је постало 25. члан Међународног удружења острвских игара.

## Језик
Већина локалног становништва говори шпански и дијалектом каталонског званом Menorquí. Између меноркинског и званичног каталонског, као и код већине балеарских дијалеката, најзначајнија разлика је у различитим речима које се користе за „одређени члан“, где се у меноркинском користи "es" за мушки и "sa" за женски род, каталонски користи "el" и "la", облик који се историјски употребљава дуж „Дивље Обале“ (Costa Brava) у Каталонији, одакле су Балеарска острва настањена после освајања Мавара. Menorquí има и нешто енглеских позајмица које датирају из периода британске окупације као што су "grevi", "xumaquer", "boinder" или "xoc" узето од "gravy", "shoemaker", "bow window" или "chalk".

## Храна и пиће
Британски утицај видан је и у менорканском обичају пијења џина, који се за време локалних festes (празника посвећених градском свецу заштитнику), острвљани мешају с битер лемоном и то пиће се зове популарно Pomada. Такође је чувен типични острвски сир, Formatge de Maó.

## Општине
Већи градови на острву су Маон и Сјудадела. Острво је административно подељено на следеће општине:
- Alaior
- Ciutadella ранији главни град Менорке
- Es Castell основали су га Британци под називом Georgetown.
- Es Mercadal - Виртуална тура кроз Es Mercadal
  - Fornells, која припада општини Es Mercadal. Позната по својој супи од јастога. - Виртуална тура кроз Fornells
- Es Migjorn Gran или Es Mitjorn Gran родни град Joan Riudavets.
- Ferreries
- Maó, по називу овог града мајонез је добио назив (каталонски Maó, Шпански Mahón), постао је главни град захваљујући природној стратешкој луци.
  - Sant Climent који припада општини Maó.
  - Llucmassanes мало сеоце које припада општини Maó.
- Sant Lluís основали су га Французи.